# Nirihiro Konno
Nirihiro Konno ist ein ehemaliger japanischer Skispringer.
Nirihiro Konno gehörte zum Kader der Japaner für den 1979 neu geschaffenen Skisprung-Weltcup. In seiner ersten und letzten Saison 1979/80 erreichte er dabei einen Weltcup-Punkt und stand am Ende gemeinsam mit Sveinung Kirkelund, Rupert Gürtler, Jan Jelenský, Thomas Prosser und seinem Landsmann Motoshi Iwasaki auf dem 99. Platz in der Weltcup-Gesamtwertung.